# Festival Internacional de Cine de Venecia de 1950
La 11.ª Mostra de Venecia se celebró del 20 de agosto al 10 de septiembre de 1950.

## Jurado
Internacional
- Mario Gromo[2]
- Umbro Apollonio
- Antonio Baldini
- Ermanno Contini
- Piero Gadda Conti
- Arturo Lanocita
- Gian Luigi Rondi
- Turi Vasile
- Adone Zecchi

Mostra del Film per Ragazzi
- Pia Colini Lombardi (Presidente)
- Mario Verdone
- Leo Lunders
- Umberto Onorato
- Giovanni Gambarin

Giuria della Mostra del Film Documentario
- Ermanno Contini (Presidente)
- Gaetano Carancini
- Franco Monticelli
- Agostino Zanon Dal Bo
- Michele Capitanio
- Giuseppe Vecchi
- Michelangelo Muraro
- Gino Gorini
- Giuseppe Gasparini
- Evel Gasparini

Giuria per il Concorso per un soggetto cinematografico
- Diego Fabbri (Presidente)
- Piero Gadda Conti
- Antonio Baldini
- Enrico Falqui
- Alessandro Blasetti
- Gaetano Carancini
- Paolo Zappa

## Películas

### Sección oficial
Las películas siguientes se presentaron en la sección oficial:
| Título en español                     | Título original                   | Director(es)                                    | País        |
| ------------------------------------- | --------------------------------- | ----------------------------------------------- | ----------- |
| El político                           | All the King's Men                | Robert Rossen                                   | EE. UU.     |
| La jungla de asfalto                  | The Asphalt Jungle                | John Huston                                     | EE. UU.     |
| Justicia cumplida                     | Justice est faite                 | André Cayatte                                   | Francia     |
| Ce siècle a cinquante ans             | Ce siècle a cinquante ans         | Werner Malbran, Denise Tual y Roland Tual       | Francia     |
| Sin remisión                          | Caged                             | John Cromwell                                   | EE. UU.     |
| La cenicienta                         | Cinderella                        | Clyde Geronimi, Hamilton Luske, Wilfred Jackson | EE. UU.     |
| Corazón salvaje                       | Gone to Earth                     | Michael Powell, Emeric Pressburger              | Reino Unido |
| The Dancing Years                     | The Dancing Years                 | Harold French                                   | Reino Unido |
| Das vierte Gebot                      | Das vierte Gebot                  | Eduard von Borsody                              | Austria     |
| Dieu a besoin des hommes              | Dieu a besoin des hommes          | Jean Delannoy                                   | Francia     |
| Don Juan                              | Don Juan                          | José Luis Sáenz de Heredia                      | España      |
| Epilog: Das Geheimnis der Orplid      | Epilog: Das Geheimnis der Orplid  | Helmut Käutner                                  | RFA         |
| El farol azul                         | The Blue Lamp                     | Basil Dearden                                   | Reino Unido |
| Frauenarzt Dr. Prätorius              | Frauenarzt Dr. Prätorius          | Karl Peter Gillmann, Curt Goetz                 | RFA         |
| Give Us This Day                      | Give Us This Day                  | Edward Dmytryk                                  | Reino Unido |
| Dieu a besoin des hommes              | Dieu a besoin des hommes          | Jean Delannoy                                   | Francia     |
| El hombre sin rostro                  | El hombre sin rostro              | Juan Bustillo Oro                               | México      |
| En el último segundo                  | È più facile che un cammello...   | Luigi Zampa                                     | Italia      |
| Francisco, juglar de Dios             | Francesco giullare di Dio         | Roberto Rossellini                              | Italia      |
| Guarany                               | Guarany                           | Riccardo Freda                                  | Italia      |
| Idilio en septiembre                  | September Affair                  | William Dieterle                                | EE. UU.     |
| La noche del sábado                   | La noche del sábado               | Rafael Gil                                      | España      |
| Los miserables - Caza al hombre       | I miserabili - Caccia all'uomo    | Riccardo Freda                                  | Italia      |
| Los miserables - Tormenta sobre París | I miserabili - Tempesta su Parigi | Riccardo Freda                                  | Italia      |
| La montagne est verte                 | La montagne est verte             | Jean Lehérissey                                 | Francia     |
| La vie commence demain                | La vie commence demain            | Nicole Védrès                                   | Francia     |
| La ronda                              | La ronde                          | Max Ophüls                                      | Francia     |
| Mañana será tarde                     | Once a Thief                      | Léonide Moguy                                   | Italia      |
| Matar a un ladrón                     | Caged                             | W. Lee Wilder                                   | EE. UU.     |
| My Father's House                     | My Father's House                 | Herbert Kline, Joseph Lejtes, Ben Oyserman      | Israel      |
| Orfeo                                 | Orphée                            | Jean Cocteau                                    | Francia     |
| Pánico en las calles                  | Panic in the Streets              | Elia Kazan                                      | EE. UU.     |
| Una hora en su vida                   | Prima comunione                   | Alessandro Blasetti                             | Italia      |
| Rosauro Castro                        | Rosauro Castro                    | Roberto Gavaldón                                | México      |
| Salida al amanecer                    | Morning Departure                 | Roy Ward Baker                                  | Reino Unido |
| Secreto de estado                     | State Secret                      | Sidney Gilliat                                  | Reino Unido |
| Sobre las olas                        | Sobre las olas                    | Ismael Rodríguez                                | México      |
| Solo una madre                        | Bara en mor                       | Alf Sjöberg                                     | Suecia      |
| Stromboli                             | Stromboli, terra di dio           | Roberto Rossellini                              | Italia      |
| Surcos de sangre                      | Surcos de sangre                  | Hugo del Carril                                 | Chile       |
| Ultimátum                             | Seven Days to Noon                | John Boulting, Roy Boulting                     | Reino Unido |
| Father's Dilemma                      | Prima comunione                   | Alessandro Blasetti                             | Italy       |

## Premios[4]
- León de Oro: Justicia cumplida de André Cayatte
- Premio Especial del Jurado:
  - La cenicienta de Clyde Geronimi, Hamilton Luske, Wilfred Jackson
  - En el valle de los castores de James Algar
- Copa Volpi al mejor actor: Sam Jaffe por La jungla de asfalto
- Copa Volpi a la mejor actriz: Eleanor Parker por Sin remisión
- Premio Osella
  - Mejor diseño de producción -  Jean d'Eaubonne por La ronda
  - Mejor fotografía - Martin Bodin por Solo una madre
  - Mejor guion - Jacques Natanson, Max Ophüls por La ronda
  - Mejor banda sonora - Brian Easdale por Corazón salvaje
- Premio Internacional  
  - Dieu a besoin des hommes de Jean Delannoy
  - Una hora en su vida de Alessandro Blasetti
  - Pánico en las calles de Elia Kazan
- Premio OCIC 
  - Dieu a besoin des hommes de Jean Delannoy
- Mejor película italiana
  - 'Mañana será tarde de Léonide Moguy
- Premio Passinetti
  - Give Us This Day de Edward Dmytryk